# Gérard Ambroselli
Gérard Ambroselli (París, 30 de marzo de 1906 - Saint-Pierre-en-Port, 20 de noviembre de 2000), fue un escultor y pintor francés.

## Datos biográficos
Gérard Ambroselli, era hijo de Léon Ambroselli, que fue pintor, abogado, fotógrafo, bibliófilo, erudito latinista y director de la Nationale.
Tras licenciarse en derecho, Gérard Ambroselli ingresó en la École nationale supérieure des beaux-arts (taller de Ernest Laurent) y posteriormente en el taller de Arte sacro.
Estudió bajo la tutela de Maurice Denis, pero sobre todo de George Desvallières, que fue su suegro al casarse con su hija, France Desvallières, el 6 de octubre de 1932. La pareja tuvo 15 hijos, entre ellos muchos artistas.
Entra a formar parte de la Asociación de Artistas franceses y a exponer en el Salón de París (del francés: Salón de Otoño) (1932) (véase Fauvismo), y expuso numerosos lienzos.
Se prepara como grabador con Joseph Hecht y con Hayter, trabajó para la editorial Plon (especializada en historia y arte).
Fue movilizado en septiembre de 1939 y se convirtió en ayudante del general de Lattre, que le confía una nueva función imaginero de la armada de Alsacia.
Es así como efectuó los dibujos retratando a Vauban o al mariscal de Turenne. Estas imágenes fueron reproducidas en grabados en Estrasburgo.
Para De Lattre, estas viñetas, distribuidas en 1940 como imágenes en color, pretendían conciliar a los franceses y su ejército.
Desmovilizado a finales de julio de 1940, reúne a la familia en la zona libre y se instalan en Limousin. 

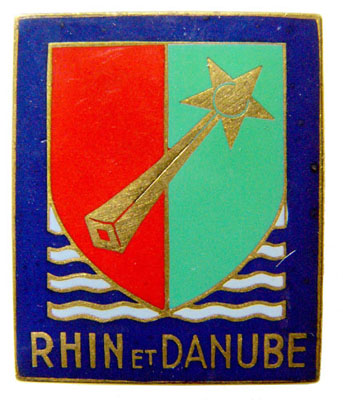
Insignia de la 1.ª Armada del Rin y Danubio, diseñada por Ambroselli.

Se fue a Vichy para hacer un retrato del vencedor de Verdún, que le encargó "la imaginería Marechal". "La imaginería del Mariscal" reunió a varios artistas y artesanos que obtuvieron patentes del gobierno y se instalaron en Vichy, en una tienda cuya fachada de color azul estaba salpicada de estrellas de oro, de franciscas y un gallo tocando un cuerno de caza. Su primer trabajo fue la vida del mariscal Pétain. Posteriormente, dirigió una serie de "los Santos Patronos", "Les Beaux Métiers de France"... haciéndose eco de los argumentos regionalistas y corporativistas del nuevo Estado francés. Después de la detención del General de Lattre en noviembre de 1942, Gérard Ambroselli se esconde bajo el nombre de Gabriel Audouin. Luego se reunió con de Lattre en Argel en 1943, donde fue asignado a la 5.ª División Acorazada, con el nombre del Capitán Gerard. Llega a la Provenza con la primera armada francesa y re-emprende su función de creador de imaginero. Fue él quien diseñó la insignia de la Armada del Rin y Danubio. Participó en la liberación del campo de Dachau.
Desmovilizado en 1946, realizó entonces muchas pinturas al fresco ( Colmar, Cité Saint Pierre de Lourdes, Riaumont de Liévin) y probó suerte en la escultura, en particular para responder a los encargos para conmemorar la liberación de Alsacia.
Coleccionista y marchante de arte, trabajó en le Figaro literario bajo el seudónimo de Gabriel Angerval y enseñó en el Instituto de carreras artísticas.

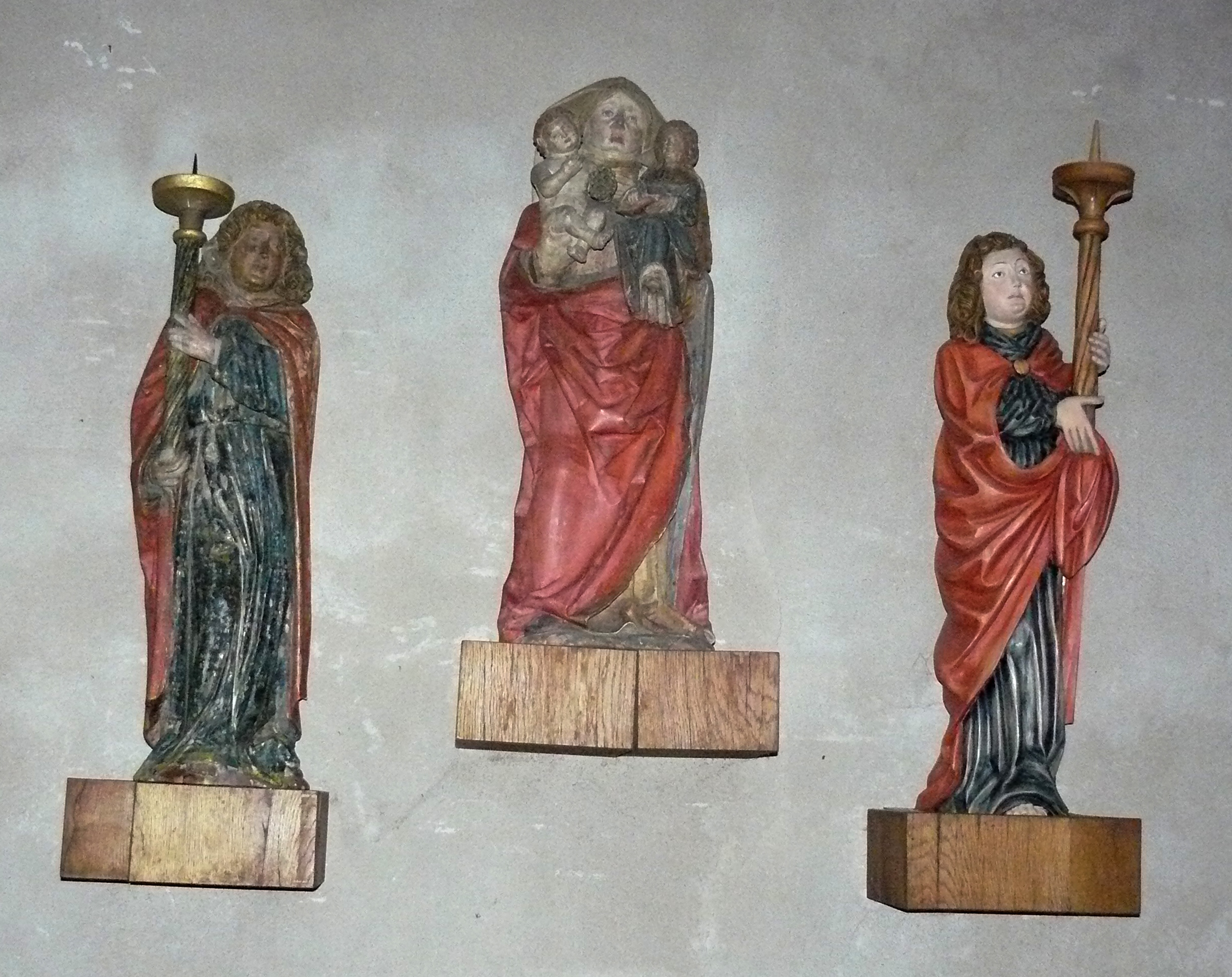
Grupo escultórico de Santa Ana, restaurado por Gérard Ambroselli en Sigolsheim.

En el año 1978 trabajó en la restauración de un grupo de esculturas medievales, dedicado a Santa Ana, en la iglesia parroquial de Sigolsheim.
Se retiró en Normandía, a Saint-Pierre-en-Port, donde aún parcialmente inmovilizado por la enfermedad, siguió pintando hasta su muerte en 2000.

## Obras
Entre las obras de Gérard Ambroselli se incluyen las siguientes:
- Viacrucis de la Iglesia en la ciudad de Ste-Barbe des Potasses de Alsacia en Wittenheim (con Georges Desvallières ).
- Santa Clara de Asís (Convento de las Clarisas de Mazamet).
- La muerte del héroe (Iglesia de Seine Port).
- Santo Tomás de Aquino y san Alberto Magno (Convento de los Dominicos, rue Saint-Jacques en París).
- La Mariée du village - La novia del pueblo.
- Bodegón de caza.
- Paisaje de París.
- Vistas de Venecia.
- Santa Catalina de Siena (Convento de los Dominicos).
- Paisaje de otoño (Ciudad de París).
- Homenaje a Géricault.

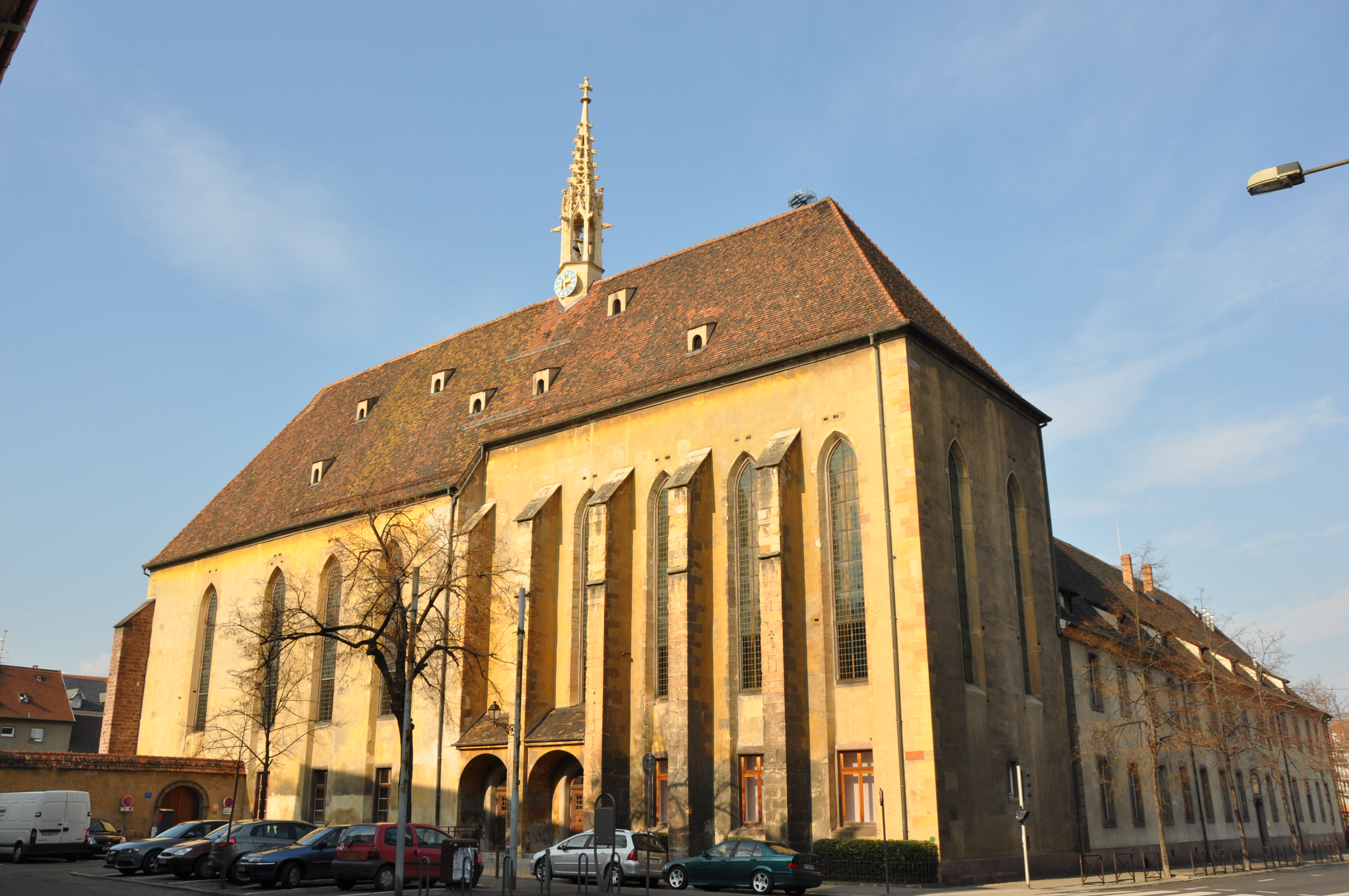
Iglesia de las Caterinitas en Colmar

- El fresco de la Transfiguración (Iglesia de Saint-Jacques de Neuilly-sur-Seine ).
- La Normandía benedictina: dibujos y grabados en cobre.
- Mural para la sala de las Caterinitas de Colmar (en francés:Catherinettes).
- Retrato de cuerpo entero del General de Lattre (sede de la asociación "Danubio Rin").
- La liberación de Colmar (sede de la asociación "Danubio Rin").
- El cruce del Rin (sede de la asociación "Danubio Rin").
- Dibujos y grabados en cobre para las Letras de La Fontaine.
- Cristo, partiendo el pan - Le Christ, c'est le pain partagé: fresco (refectorio de la cité secours de Lourdes ).
- Memorial nacional del Mariscal de Lattre de Tassigny.
- Bienvenida a Juan Pablo II, bronce (abadía del Monte Sainte-Odile - en francés Abbaye Sainte-Odile).
- Memorial del última combate de la caballería francesa, el 11 y el 12 de junio de 1940 (Ermenouville).
- Fuente de Europa y de la Paz - Fontaine de l'Europe et de la Paix (abadía benedictina de Sankt Ottilien en el distrito de Landsberg-Baviera, Alemania).

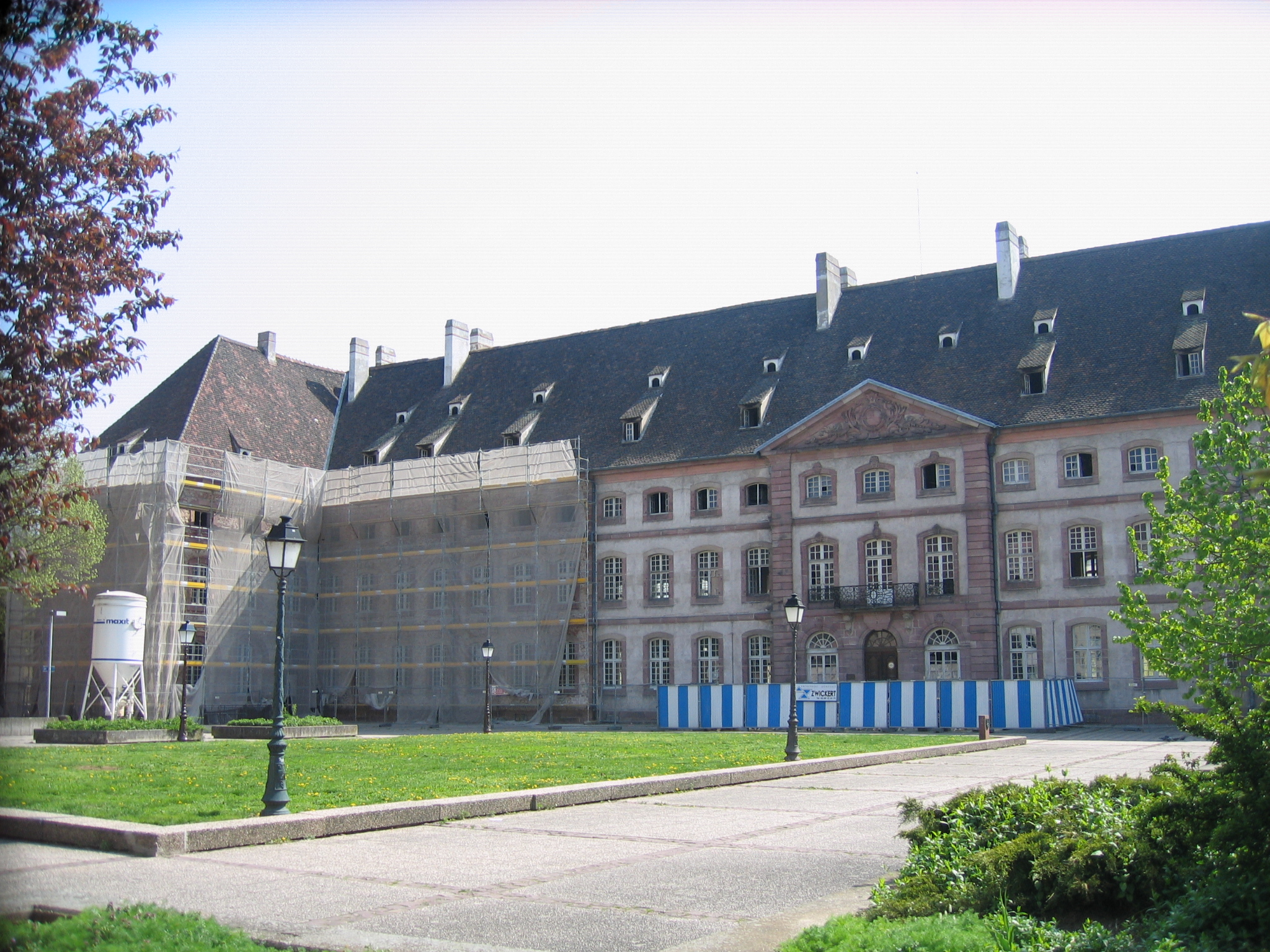
Antiguo hospital de Colmar

- Libertad, libertad querida - Liberté, liberté chérie bronce (en el antiguo hospital, Colmar).
- La resurrección - Résurrection, fresco (abadía de Fécamp).

Así como numerosos retratos, paisajes, bodegones.